# 奎伦多夫
奎伦多夫（德語：Quellendorf，發音：[ˈkvɛlənˌdɔʁf]）是德国萨克森-安哈尔特州安哈尔特-比特费尔德县曾经的一个市镇，面积20.41平方千米，2006年12月31日人口为1,027人。2010年1月1日，奎伦多夫与另外17个市镇合并为新市镇南安哈尔特。